# توموکازو سوگیتا
توموکازو سوگیتا (杉田 智和 Sugita Tomokazu, زادهٔ ۱۱ اکتبر ۱۹۸۰)، صداپیشه و مؤلف ژاپنی اهل استان سایتاما از شرکت اتومیک مانکی می‌باشد. بهترین و محبوبترین کارهای او عبارتند از صدای گینتوکی ساکاتا در مجموعه تلویزیونی انیمهٔ گینتاما، هیدکی موتوسووا در چوبیتس، گیومیی هیمه‌جایی در شیطان کش: کیمتسو نو یائیبا، کیون در هاروهی سوزومیا، یوسوکه کیتاگاوا در پرسونا ۵، کروم در مدال آتش، کائده مانیودا در کاکه‌گورویی، و شارلوت کاتاگوری در وان پیس می‌باشد.